# Territoire de Washington
Ne doit pas être confondu avec Washington (district de Columbia).
1853–1889
Entités précédentes :
- Territoire de l'Oregon

Entités suivantes :
- Washington
- Territoire de l'Idaho

Le territoire de Washington était un territoire organisé des États-Unis. Il fut formé en 1853, à partir des terres du territoire de l'Oregon situées au nord d'une limite formée par le cours inférieur du Columbia et, à l'est de ce fleuve, par le 46e parallèle Nord. Selon la première version du projet de loi, la région devait prendre le nom de « territoire de Columbia ». Le nom final, donné en honneur à George Washington, fut proposé par le député Richard H. Stanton, du Kentucky.
À l'origine, les frontières du territoire comprenaient la totalité de l'État actuel de Washington, ainsi que la moitié nord de l'Idaho et la partie du Montana située à l'ouest du Continental Divide. Après l'entrée de l'Oregon dans l'Union, en 1859, l'est de l'ancien territoire de l'Oregon fut rattaché au territoire de Washington : cela couvrait la moitié sud de l'Idaho, une partie du Wyoming actuel située à l'ouest du Continental Divide, et une petite partie de l'actuel comté de Ravalli (Montana).
En 1861, la création du territoire du Dakota à partir du territoire du Nebraska, modifia également les frontières de ce dernier aux dépens du territoire de Washington qui perdit ainsi tous les territoires situés à l'est du 111e méridien.
En 1863, le territoire de l'Idaho fut formé à partir des terres du territoire de Washington situées à l'est de la Snake River et du 117e méridien. Le territoire de Washington, réduit aux frontières de l'État actuel.
Une proposition de loi pour la création de plusieurs États dont celui de Washington nommée l’Enabling Act of 1889 fut voté le 22 février 1889 sous la présidence de Grover Cleveland. Après le départ de ce dernier, il revint à son successeur, Benjamin Harrison, de signer la proclamation officielle admettant l'État de Washington comme État de l'Union le 11 novembre 1889.

## Évolution territoriale

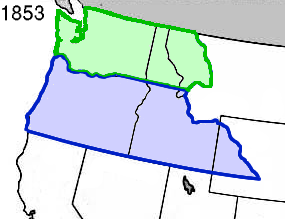
Territoires de Washington (en vert) et de l'Oregon (en bleu) en 1853
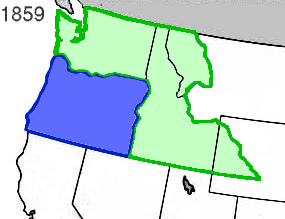
Territoire de Washington (en vert) et État de l'Oregon en 1859
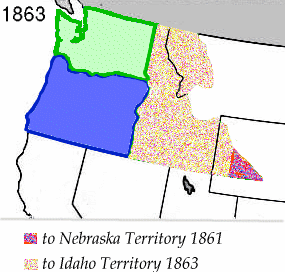
Territoire de Washington : pertes territoriales en 1863

## Gouverneurs
- 1853 – 1857 : Isaac I. Stevens
- 1857 – 1859 : LaFayette McMullen
- 1859 – 1861 : Richard D. Gholson
- 1861 : William H. Wallace
- 1862 – 1866 : William Pickering
- 1866 – 1867 : George E. Cole
- 1867 – 1869 : Marshall F. Moore
- 1869 – 1870 : Alvan Flanders
- 1870 – 1972 : Edward Selig Salomon
- 1872 – 1880 : Elisha Peyre Ferry
- 1880 – 1884 : William Augustus Newell
- 1884 – 1887 : Watson Carvasso Squire
- 1887 – 1889 : Eugene Semple
- 1889 : Miles Conway Moore

## Référence
- (en) Cet article est partiellement ou en totalité issu de l’article de Wikipédia en anglais intitulé « Washington Territory » (voir la liste des auteurs).

1. ↑  Les États du Dakota du Nord, du Dakota du Sud et du Montana furent créés aussi par cette loi.
2. ↑  Enabling Act